# Rodolfo Salas (acteur)
Rodolfo Salas (né le 3 mai 1983 à Maracaibo) est un acteur vénézuélien.

## Biographie
Il commence une carrière d'acteur au Venezuela en 2009, avant de partir pour les États-Unis en 2014.
La chaîne Telemundo l'engage pour apparaître dans la telenovela La Fan en 2017. En 2019, il a un rôle important dans la telenovela de Televisa Médicos.
Il a créé une salle de fitness à Miami. Il vit avec Alai Aldecoa de Salas et ils ont deux enfants.

## Filmographie
Télévision
- 2009 : ¡Qué clase de amor! (Venevisión) : Leonardo Rodríguez
- 2010 : Harina de otro costal (Venevisión) : Plutarco
- 2017 : La fan : Óscar
- 2017 : Mariposa de Barrio : Ricky
- 2017 : Milagros de Navidad : M. Johnson
- 2017 à 2018 : Sangre de mi tierra : Cristián
- 2018 : Mi familia perfecta : un éditeur
- 2019 : Betty en NY : Daniel Valencia
- 2019 : Médicos : Arturo Molina
- 2023 : Faux Profil : Miguel Estévez / Fernando Castell